# Szereh

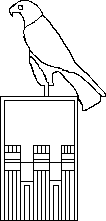
Klasszikus szereh név nélkül

A szereh (vagy szerekh) Felső-Egyiptom uralkodóinak korai, piktografikus megkülönböztető jelölése, a fáraó nevét körülvevő keret. A felső-egyiptomi jelkép Egyiptom egyesítése után is fennmaradt. Első ismert előfordulása a Narmer-palettán található, és Dzsószer kör alakú névgyűrűjéig (III. dinasztia) kötelező elem maradt, de az újbirodalom koráig feltűnik, mint archaizáló felirati elem.

## Ikonográfiája

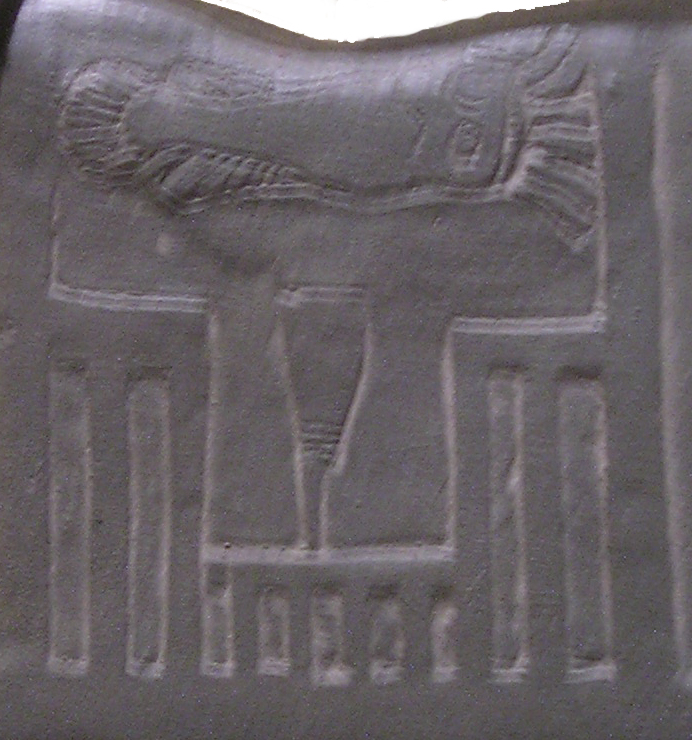
Narmer névmezője a Narmer-palettán

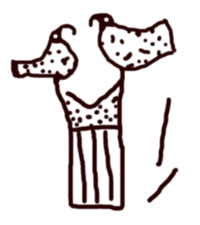
Egy ritka változat, két madárral, ismeretlen uralkodótól, akit e szereh alapján „Két Sólyom” néven ismernek. Lelőhely el-Beida, a madarak ikonográfiailag valószínűleg nem sólymok

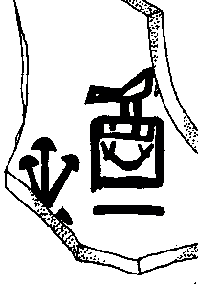
Egy másik korai, kézírásos szereh-változat. Ka nevével

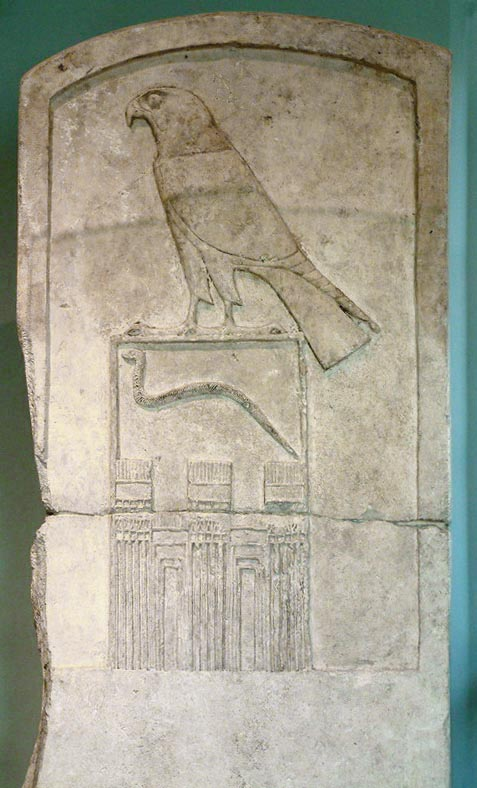
Dzset sztéléje a gazdagon kidolgozott palotahomlokzatos szerehhel

A szereh eredetileg egy rövid oldalára állított téglalap, amelyen belül a nevet jelképező hieroglifa, a tetején pedig sólyom volt. A 0. dinasztia idején több változata alakult ki, így az összetartó oldalú, a felül nyitott, vagy a belül több részre osztott. A felül nyitott változat egyik egyedi előfordulása Két Sólyom király neve. Nála a téglalap hosszabbik oldalainak végén egy-egy madár ül, és ehhez hasonló csak jóval később, Haszehemui szerehjén látható, aki Széthet és Hórt is ábrázoltatta szerehjén. A két madár – bár Két Sólyom róluk kapta a nevét – szinte biztosan nem sólyom.
A különböző változatok közül végül az osztott mezős szerehek terjedtek el. Ezek valószínűleg palotahomlokzatot imitálnak, ennek viszont az I. dinasztia kezdete körül több variációja alakult ki. A Narmer-palettán a névmező alsó felén függőleges vonalak jelzik a palota féloszlop-sorát, a felső felét foglalja el a két hieroglif jel, amely az uralkodó nevét jelenti (lásd: Narmer). Innen még hiányzik a később megszokottá vált elem, a keret tetejére rajzolt sólyom.
Neithhotep királyné sírjából előkerült egy olyan elefántcsont-tábla, amely a keretnek mindjárt két – az előzőtől eltérő – verzióját is tartalmazza.
- Az első Hór-Aha neve, amely két részre osztott téglalapba foglalt piktogram. A felső felén piktografikus jelekkel az uralkodó neve olvasható, az alsó fele viszont gazdagon díszített, nem egyszerű függőleges vonalakat tartalmazó részlet. A kereten sólyom ül.
- A második tartalmazza Meni nevét Nebti-Men alakban. A keret nincs felosztva, egyetlen mezőt tartalmaz a felirattal, alakja csúcsos téglalap. Sólyom nem ül rajta.

A Meni névhez hasonló szerehek Alsó-Egyiptomban is megjelentek igen korai időszakban, az i. e. 32. század eleje körül. Így Hórpenabu szerehje egy kettéosztott téglalap, amelynek alsó része üres. Hórhedzsu szerehjének alsó része nem sokkal később hat függőleges vonallal tagolt. Alsó-Egyiptomban nagyon ritkák a predinasztikus leletek, ezért a közelmúltig semmilyen konkrét nyoma nem volt annak, hogy itt is államiság alakult volna ki. A korai időszak szerehbe írt nevei bebizonyították, hogy itt is létezett állam.
A keret változatossága a rajzolási technikától is függ: Hór-Aha szereh-kereteinek csak a ráültetett sólyom és a név a közös jellemzője, az alsó rész néha csak négy függőleges vonalból áll, néha díszített és alaposan kidolgozott. Dzset sztéléjén egy szépen kidolgozott, térbeli hatású relief alkotja a palotahomlokzatos alsó részt. Dzser Abüdoszban és Szakkarában előkerült elefántcsont táblái a szereh folyóírásos változatait tartalmazzák, erősen egyszerűsítve. Egy palatöredéken egymás mellett jelenik meg Ka és Szemerkhet neve, az egyiken három féloszlop stilizált ábrájával (Ka), a másikon hat függőleges vonallal (Szemerkhet). Egyelőre nem eldönthető, hogy a palatáblára rajzoló írnok ezzel kifejezett valami különbséget a két uralkodó között, vagy csak a rajz egyhangúságát akarta elkerülni.
A szereh-keret tetejére – kevés kivételtől eltekintve – mindig sólymot rajzoltak, Hóruszra utalva. Peribszen ezzel szemben Széth figuráját használta. Haszehemui Hóruszt és Széthet egyszerre tüntette fel, amelyben az egyiptológusok a két országrész egységesítésének mitikus ábrázolását látják. Alsó-Egyiptomban a 2000-es években fellendült a predinasztikus kor kutatása. Ezek a kutatások a szereh eredetére vonatkozóan is mondanak újat. Így a „név nélküli szereh”, amely sok helyen feltűnik. Még fontosabb azonban a Buto-paletta. Ennek a palettának csak az alsó része maradt meg, és az egyik oldalán hét darab négyzet látható. A négyzetek kiszögellésekkel lettek ellátva, ettől úgy néznek ki, mintha erőd-alaprajzok lennének. Minden egyes négyzet tetejére valamilyen állatot faragtak. Ezek közül négy felismerhető: sólyom, skorpió, oroszlán, valamint egy a Két Sólyomhoz hasonló elrendezésű madárpár. Mindegyikük a mr hieroglif jelet tartja maga előtt. A négyzetek belsejében pedig egy-egy hieroglifa áll. Olvasható az m (bagoly) és a k3. Ezek a jelek – figyelembe véve a szerehhel mutatott párhuzamaikat és eltéréseiket is – egészen új megvilágításba helyezik a szereh eredetét, használatát és jelentőségét. A paletta másik oldalán erősen mezopotámiai stílusban busztrophédon alakzatban vonuló állatok vannak.
Bár Dzsószer új típusú névgyűrűt vezetett be, még az újbirodalom korában is feltűnik, elsősorban az uralkodó Hórusz-nevének felirataiban (lásd Ókori egyiptomi címek). Sznofru (IV. dinasztia) szereh-kerete már nemcsak a nevet tartalmazza (az új típusú névgyűrűben, a kártusban), hanem egyéb folyószöveget is.

## Jelentése
A névmező jelentése valószínűleg A palotában lakozó, átvitt értelemben Hatalmas vagy egyszerűen Uralkodó.